# Finanzplatz Düsseldorf

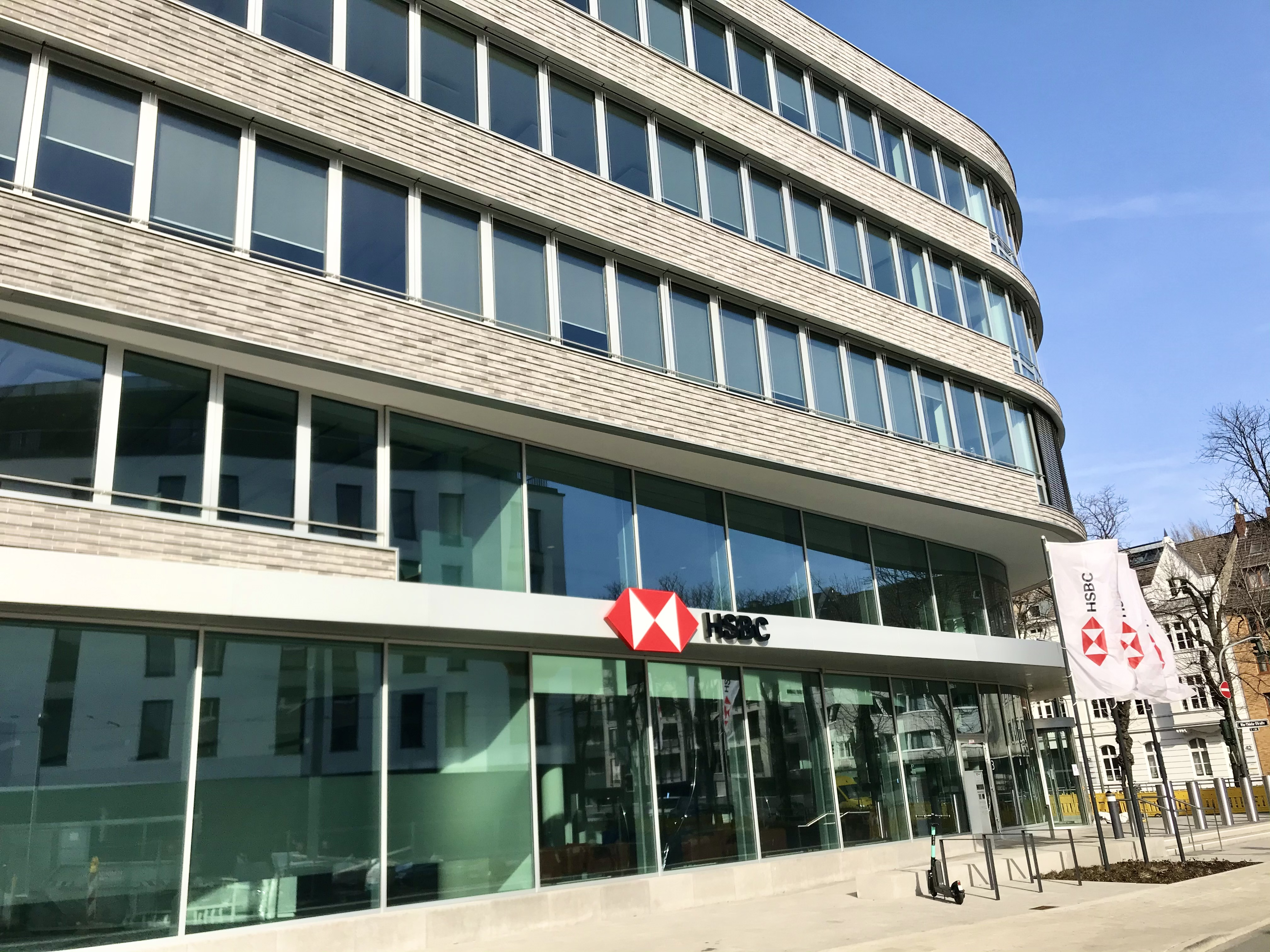
Zentrale der HSBC Deutschland, HSBC Inka, HSBC Transactions Service

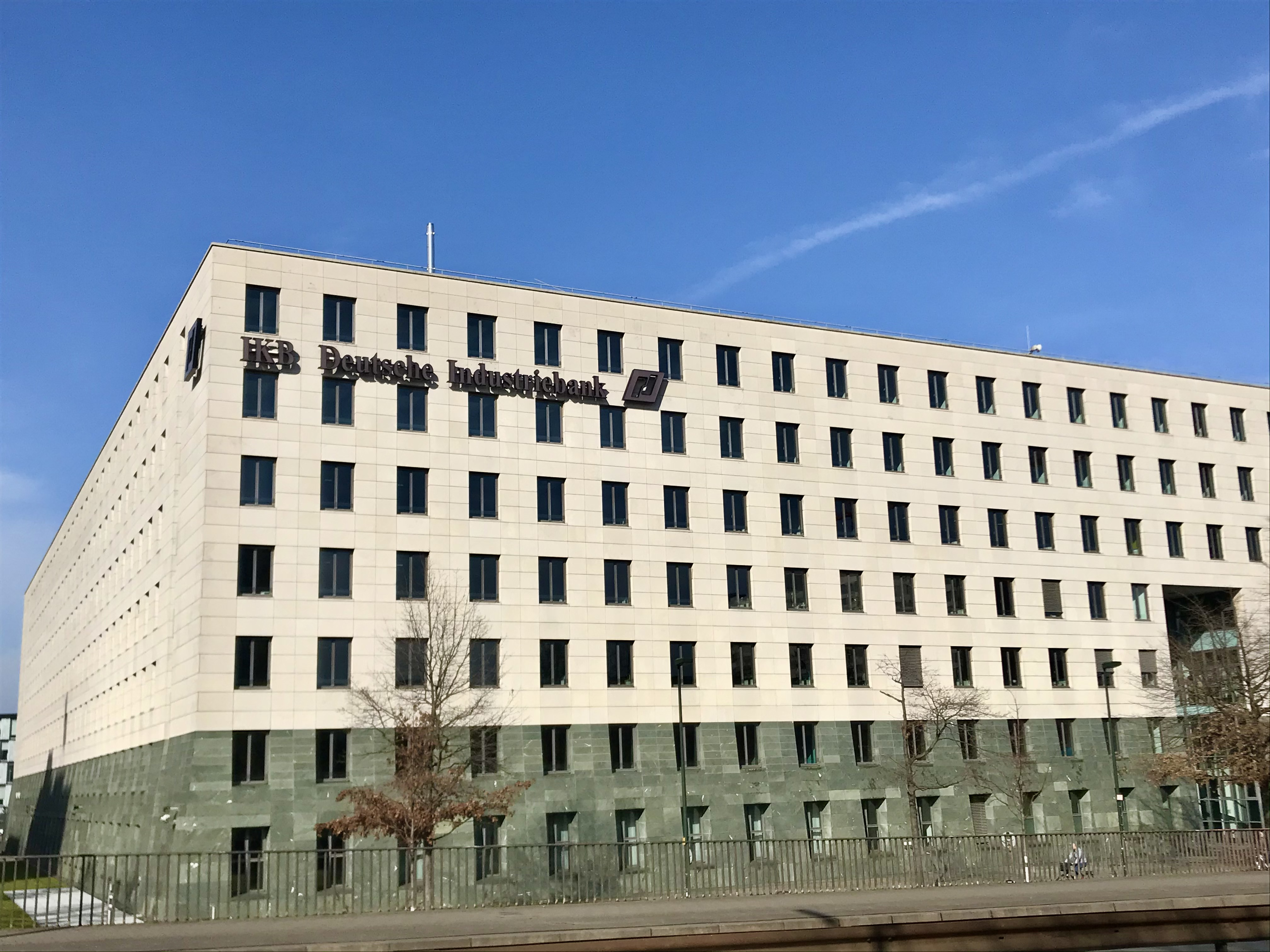
IKB – Deutsche Industriebank – Zentrale

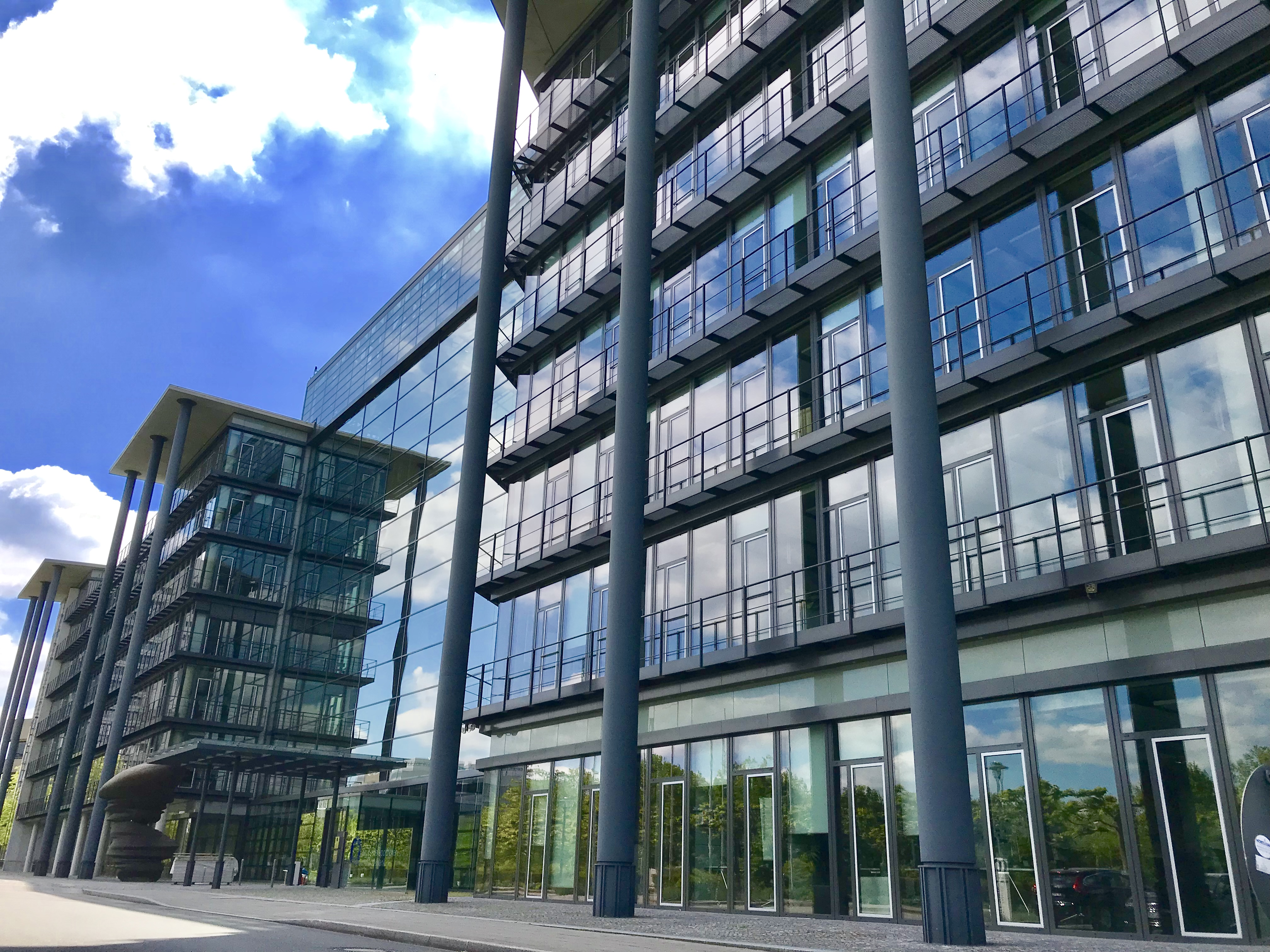
Deutsche Apotheker- und Ärztebank – Zentrale

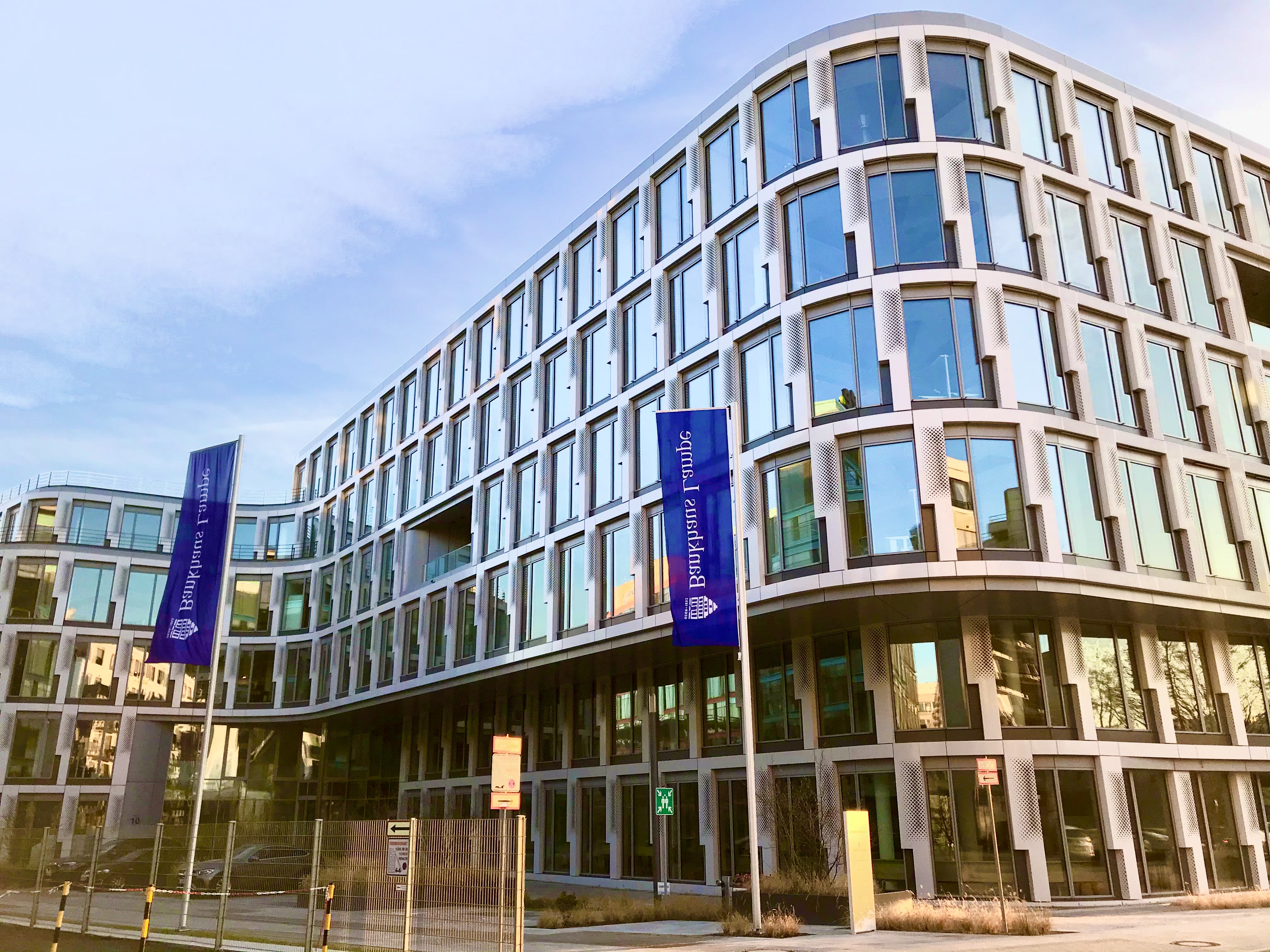
Bankhaus Lampe – Zentrale Verwaltung Düsseldorf

Der Finanzplatz Düsseldorf umfasst alle Akteure der Finanz- und Versicherungsbranche in der Stadt Düsseldorf und der Raumordnungsregion Düsseldorf (Region Düsseldorf), da zwischen dem Zentrum Düsseldorf und den Städten der Raumordnungsregion enge Pendlerverflechtungen bestehen. Dazu zählen der Rhein-Kreis Neuss, der Kreis Mettmann, der Kreis Viersen sowie die Städte Krefeld, Mönchengladbach, Remscheid, Solingen und Wuppertal. Die angrenzende Stadt Duisburg wird ebenfalls dem Finanzplatz Düsseldorf zugerechnet. Zu den Finanzplatzakteuren Düsseldorfs im engeren Sinne gehören Kreditinstitute, Versicherungen, FinTechs, Leasing- und Factoringunternehmen, Private-Equity- und Venture-Capital-Gesellschaften, die Börse Düsseldorf, die Hauptverwaltung NRW der Deutschen Bundesbank und als Finanzaufsicht der Sparkassen, Versicherungsaufsicht und Börsenaufsicht das Finanzministerium des Landes Nordrhein-Westfalen. Mit dem Rheinischen Sparkassen- und Giroverband (RSGV) hat einer der größten Sparkassenverbände in Deutschland seinen Sitz in Düsseldorf.
Der Finanzplatz Düsseldorf wird raumordnerisch als Teil der Metropolregion Rhein-Ruhr und im Hinblick auf kommunalpolitische Zusammenschlüsse der Wirtschaftsförderung als Teil der Metropolregion Rheinland betrachtet. Aufgrund der Größe der ehemaligen Westdeutschen Landesbank in Bezug auf Mitarbeiterzahl und Geschäftsvolumen, galt der Finanzplatz Düsseldorf als Synonym für den Finanzplatz Nordrhein-Westfalen.
Insgesamt haben 272 Finanzdienstleistungsunternehmen und Leasing- und Factoringunternehmen unter BaFin-Aufsicht ihren Sitz innerhalb der Region Düsseldorf.

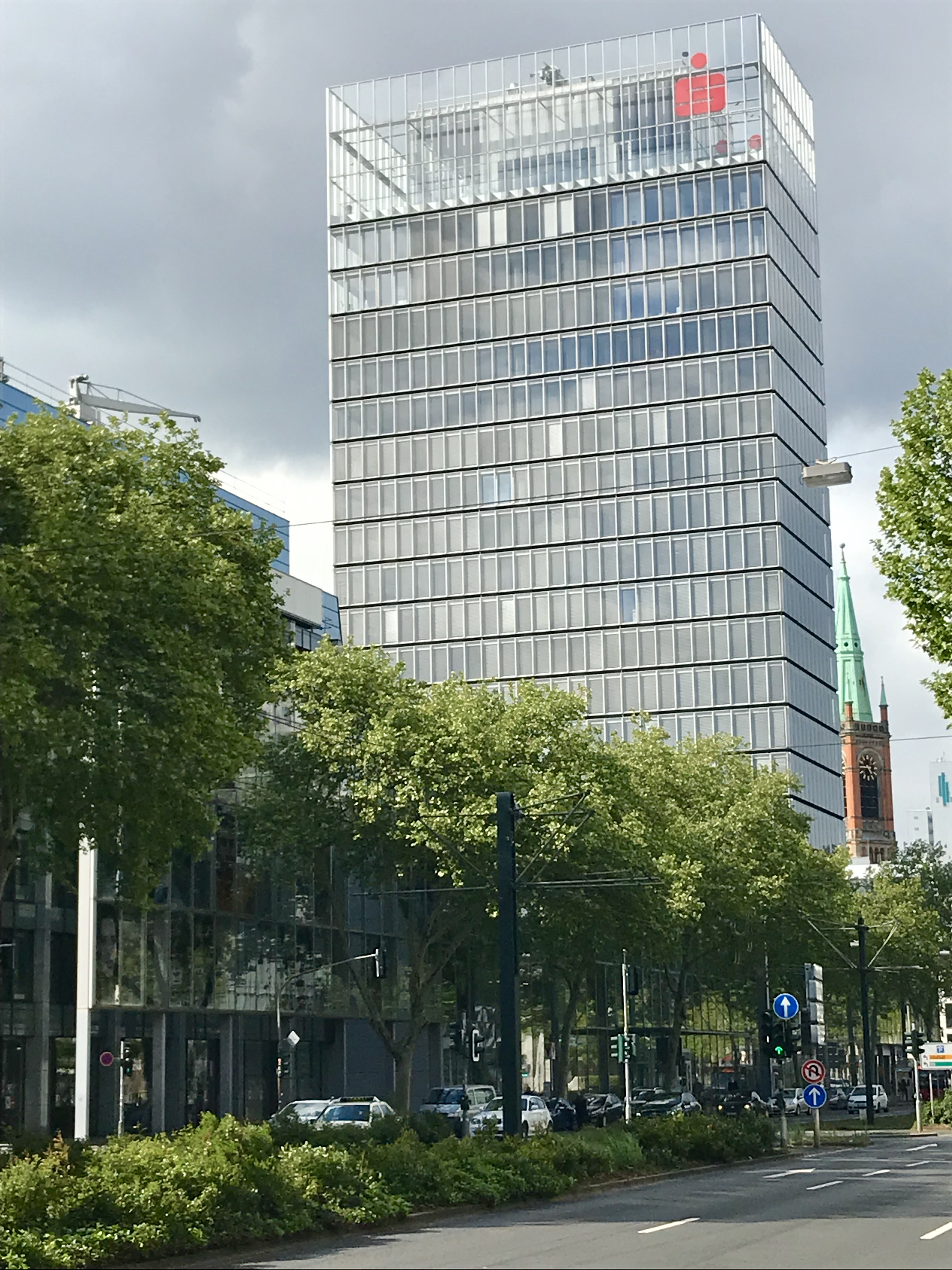
Stadtsparkasse Düsseldorf – Zentrale

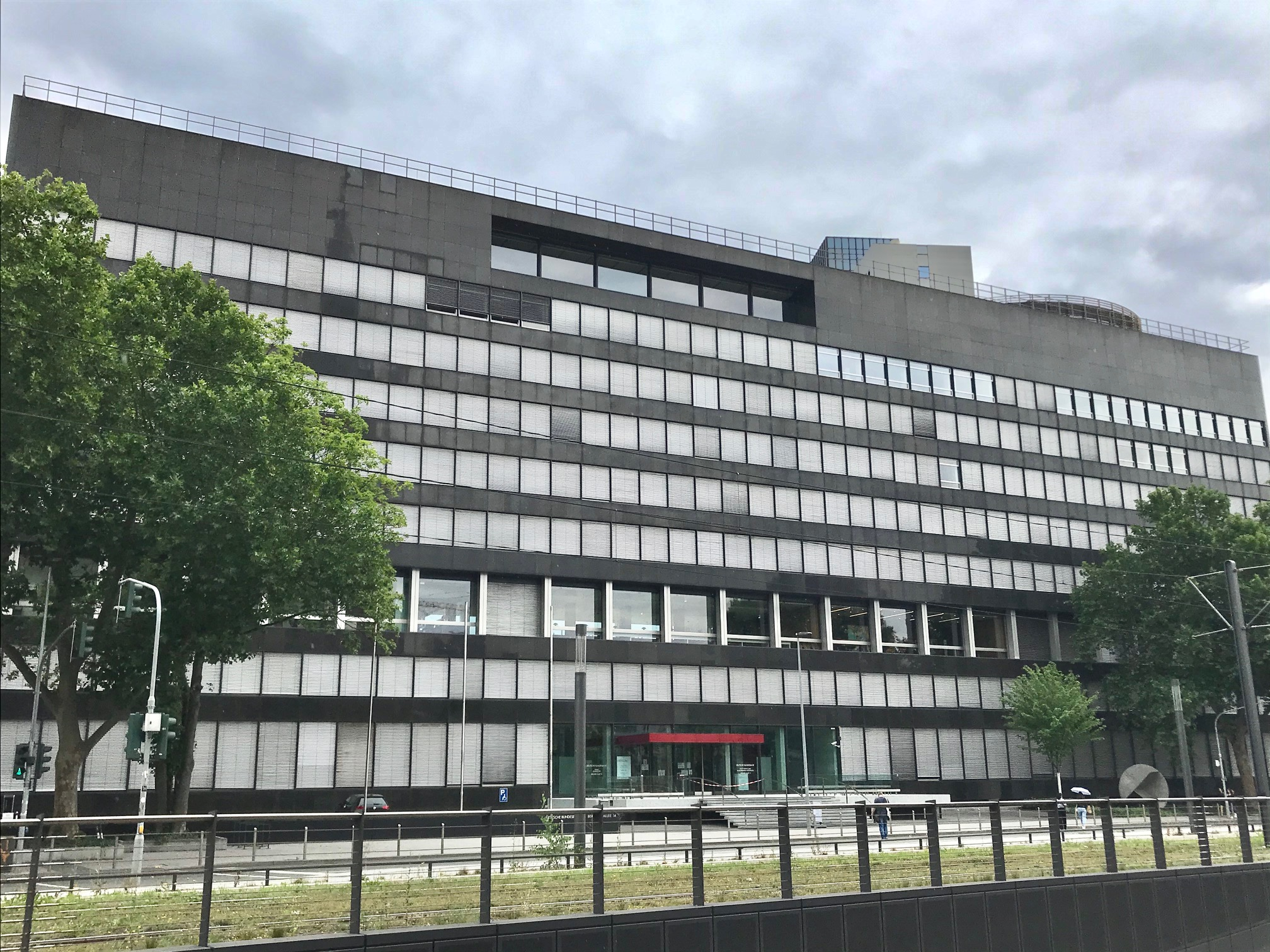
Deutsche Bundesbank – Hauptverwaltung Nordrhein-Westfalen

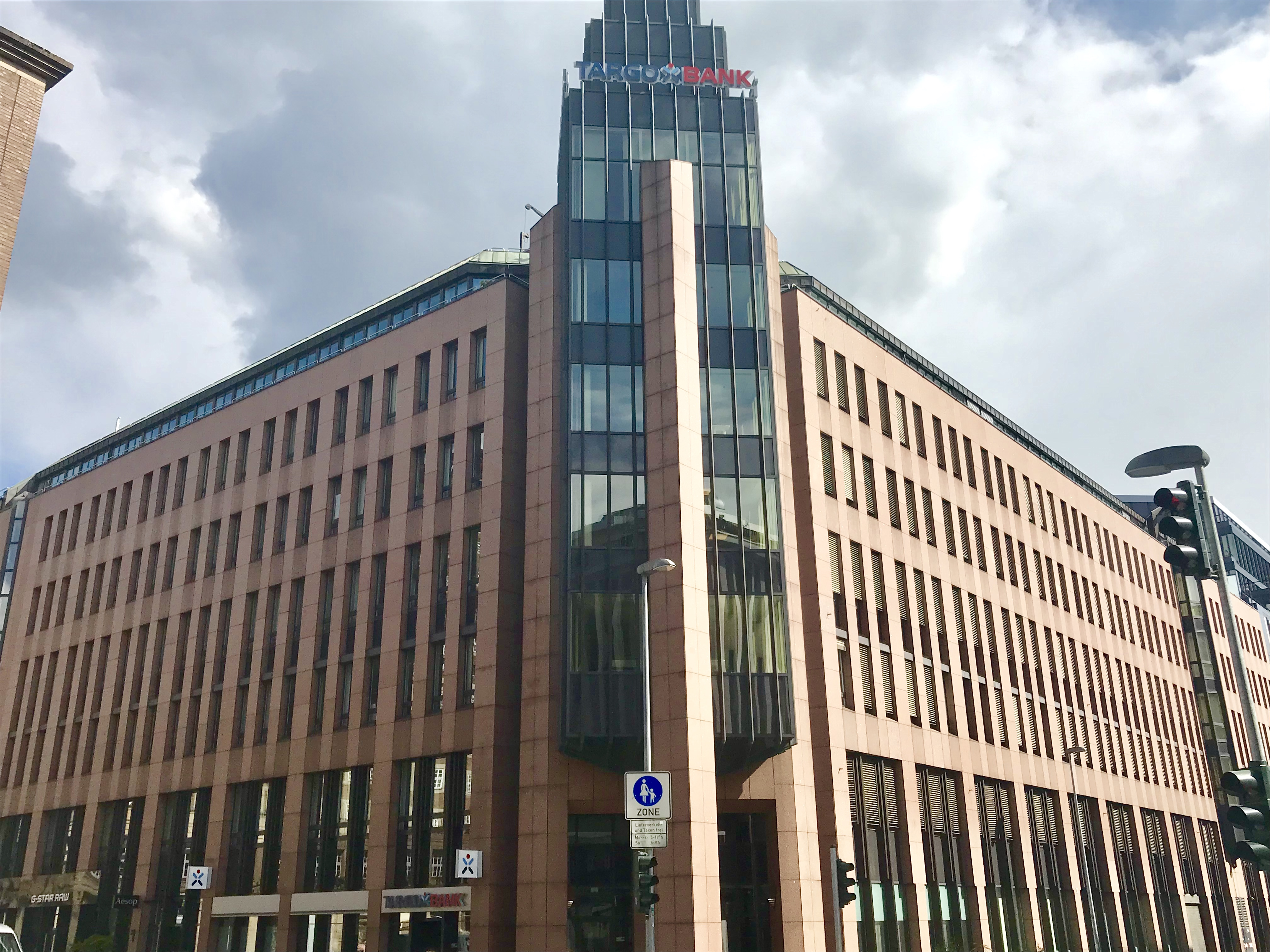
Targobank – Zentrale

## Geschichte

### Anfänge seit 1815
Die Entstehung des Finanzplatzes und Bankenstandortes Düsseldorf vollzog sich erst spät und ist vor dem Hintergrund der Industrialisierung und damit im Zusammenhang der Entwicklung Düsseldorfs zum „Schreibtisch des Ruhrgebietes“ zu sehen. Die Grundlage für den Bankenplatz Düsseldorf wurden in der Zeit der Frühindustrialisierung von 1815 bis 1850 geschaffen.
In den 1830er Jahren dominierten Privatbankiers die Düsseldorfer Bankenlandschaft, die zu dieser Zeit jedoch noch nicht stark vertreten waren. Zu den relevanten Bankiers zählten Wilhelm Cleff (1765–1820) und Gerhard Baum (1797–1882), Mitinhaber des späteren Bankhauses Baum, Boeddinghaus & Co. Außerdem standen dem Bankwesen nahe unter anderem der Geldwechsler Wolf Levy und M. B. Wolf. Erstmalige Erwähnung fand 1850 im Adressbuch der Stadt der Name des Bankiers Christian Gottfried Trinkaus senior, dessen Name als Bankhaus bis in die heutige Zeit erhalten blieb. Die Stadtsparkasse Düsseldorf wurde bereits 1825 gegründet. Die Erhebung Düsseldorfs zum Bankenplatz erfolgte 1854 durch die Gründung der „Königlichen Bank-Commandite zu Düsseldorf“ durch Beschluss des Hauptbankdirektoriums der Preußischen Bank in Berlin. 1875 wechselte die bis dato in Koblenz beheimatete Rheinische Provinzial Feuersozietät ihren Hauptsitz nach Düsseldorf.
Düsseldorf entwickelte sich zu einem bedeutenden Messestandort, der als einer der Wurzeln des Bankenplatzes gilt. Die 1852 abgehaltene Provinzial-Gewerbe-Ausstellung für Rheinland und Westphalen und der Beginn der Industrialisierung lieferten frühe Impulse für Düsseldorfs Aufstieg zur „Verbandsstadt des Westens“. In den folgenden Dekaden akkumulierte sich die wirtschaftspolitische Macht in Düsseldorf mit zentralen Steuerungs- und Kontrollfunktionen großer Konzerne.
Die aktive Wirtschaftspolitik der Stadt und der hier ansässigen Provinzialverwaltung, die Ansiedlung von Verwaltungseinrichtungen, die Verlegung der zunächst in Köln ansässigen Provinzial-Hülfskasse, die Gründung einer staatlich anerkannten Börse (1884) und die Ausrichtung von Industriemessen (1852, 1880, 1902) schufen für die Entwicklung des Finanzplatzes wesentliche Voraussetzungen. Der wachsende Bedarf an Kapital und Bankdienstleistungen förderte die Entwicklung Düsseldorfs zum regionalen Finanzplatz. Neben bestehenden Privatbankhäusern und der Gründung neuer Institute ließen sich mit der Bergisch Märkischen Bank an der Königsallee 45, dem Barmer Bank-Verein an der Breite Straße 25 („Monetentempel“) dem A. Schaaffhausen’schen Bankverein und der Rheinisch-Westfälischen Disconto-Gesellschaft in der Breite Straße 16 regionale Wettbewerber nieder. Mit der Gründung einer Niederlassung des Schaaffhausen’schen Bankvereins in Düsseldorf 1902 wurde deutlich, dass die Stadt der Metropole Köln allmählich Konkurrenz machte. In den 1920er und 1930er Jahren wurden Bank-Fusionen und Übernahmen zur Überlebensfrage. Seit 1924 befand sich die Hauptverwaltung des Barmer Bank-Vereins in Düsseldorf. 1932 fusionierte die Commerzbank mit dem Barmer Bank-Verein und wurde dadurch zu einer großen Regionalbank.
Die älteste Privatbank, die unter Christian Gottfried Trinkaus junior in der Gründerzeit zu einem der bedeutendsten Bankhäuser der Region aufgestiegen war, besteht bis heute als HSBC Trinkaus & Burkhardt mit Hauptsitz in Düsseldorf. Sie war in großem Maße in der Eisenbahn- und Industriefinanzierung tätig.

### Entwicklung von 1945 bis 1990
Nach dem Zweiten Weltkrieg nahmen durch die Teilung Deutschlands und Berlins zahlreiche Kreditinstitute ihre Arbeit in Düsseldorf wieder auf. Die Stadt Düsseldorf hatte als wirtschaftlich-finanzielles Zentrum des Ruhrgebiets die mit Abstand höchsten Bilanzvolumina der ortsansässigen Banken in Deutschland zu verzeichnen. 1949 wurde etwa die Deutsche Girozentrale (heute Teil der DekaBank Deutsche Girozentrale) in Düsseldorf reaktiviert, bevor 1965 der Hauptsitz nach Frankfurt am Main verlegt wurde. Die Rheinisch-Westfälische Bank in der Bundesrepublik Deutschland mit Sitz in Düsseldorf war eine von zehn Regionalbanken, die 1948 bei der geplanten Zerschlagung der Deutschen Bank entstanden. 1952 wurde sie wesentlich vergrößert, als die Anzahl der Regionalbanken von zehn auf drei reduziert wurde. Im April 1956 erfolgte eine Umbenennung in Deutsche Bank West. Am 2. Mai 1957, rückwirkend zum 1. Januar 1957, schlossen sich die drei Regionalbanken zur heutigen Deutschen Bank mit Sitz in Frankfurt am Main zusammen. Ebenfalls unterhielt die Rhein-Ruhr Bank AG, die spätere rezentralisierte Dresdner Bank ihren Hauptsitz in Düsseldorf. Die Commerzbank AG hatte bis 1990 ihren juristischen Sitz in Düsseldorf. Mit der Etablierung der Bank deutscher Länder, der späteren Deutschen Bundesbank in Frankfurt am Main und der Rezentralisierung und Konzentration zahlreicher Kreditinstitute in Frankfurt setzten pfadabhängige Prozesse ein, die Frankfurt nicht aus ökonomischer Natur zum bedeutendsten Finanzplatz in Deutschland werden ließen, sondern aufgrund externer politischer Weisungen der Alliierten nach dem Zweiten Weltkrieg. Zuvor profitierte Düsseldorf davon 1948 Sitz der Landeszentralbank für Nordrhein-Westfalen geworden zu sein.
Die IKB Deutsche Industriebank AG siedelte sich nach dem Zweiten Weltkrieg in Hamburg an, verlegte diesen aufgrund der Nähe zu ihren Industriekunden nach Düsseldorf im Jahr 1949. Ein bedeutender Gewinn für den Finanzplatz war außerdem die Bündelung der Landesbank-Aktivitäten in NRW durch Fusion zur Westdeutschen Landesbank Girozentrale (WestLB) im Jahr 1969.
Die Rheinisch-Westfälische Börse entwickelte sich nach dem Krieg in Düsseldorf zum führenden Börsenplatz in Deutschland.

### Phase 1991 bis 2007
1992 siedelte die Commerzbank trotz des Umzugs nach Frankfurt zur Bündelung der Leasing-Gesellschaften die Deutsche Immobilien-Leasing GmbH und die Commerz- und Industrie-Leasing in Düsseldorf an.
Die Sparda-Bank West eG entstand 2002 aus der Fusion der bis dahin selbständigen Sparda-Banken in Essen, Wuppertal und Köln. Im Jahr 2004 bezog das fusionierte Kreditinstitut die neue Zentrale am Finanzplatz Düsseldorf.
Im Herbst 2007 kündigte die Frankfurter Börse den Vertrag über die Beteiligung der Börse Düsseldorf am elektronischen Handelssystem Xetra. Daraufhin brach das Handelsvolumen ein. Waren es 2007 noch 330 Milliarden Euro, sackte das Volumen bis 2014 bis auf 28 Milliarden Euro ab. Seitdem nennt Düsseldorf keine Umsatzzahl mehr.

### Finanzkrise 2007
Der größte Einschnitt für den Finanzplatz Düsseldorf in den vergangenen Jahren lag in der Finanzkrise zwischen 2007 und 2012. In dieser Zeit lag das Epizentrum der deutschen Finanzkrise in Düsseldorf. Neben der IKB war unter anderem die WestLB in US-Subprime-Krediten investiert gewesen. Die IKB wurde infolgedessen an den US-amerikanischen Private-Equity-Investor Lone Star verkauft, die WestLB nach vergeblichen Verkaufsbemühungen letztlich 2012 zerschlagen.
2008 geriet die Düsseldorfer Hypothekenbank in finanzielle Schwierigkeiten und wurde vom Einlagensicherungsfonds aufgefangen. Im Zeitraum der Finanzkrise wurde über die Düsseldorfer noa Bank ein Zahlungsmoratorium der BaFin verhängt. Die Bank und das angeschlossene Factoring-Unternehmen mussten daraufhin ihren Betrieb einstellen. Die Beschäftigung am Finanzplatz Düsseldorf veränderte sich zwischen 2008 und 2012 kaum und lag bei über 32.000 Beschäftigten. Im Bereich der Financial und Business Services (FABS), gab es eine Zunahme bei den finanznahen Dienstleistungen wie Wirtschaftsprüfung und Finanzberatung. In Deutschland zählte Düsseldorf damit zum sechstgrößten Finanzplatz.

### Entwicklungen seit 2012

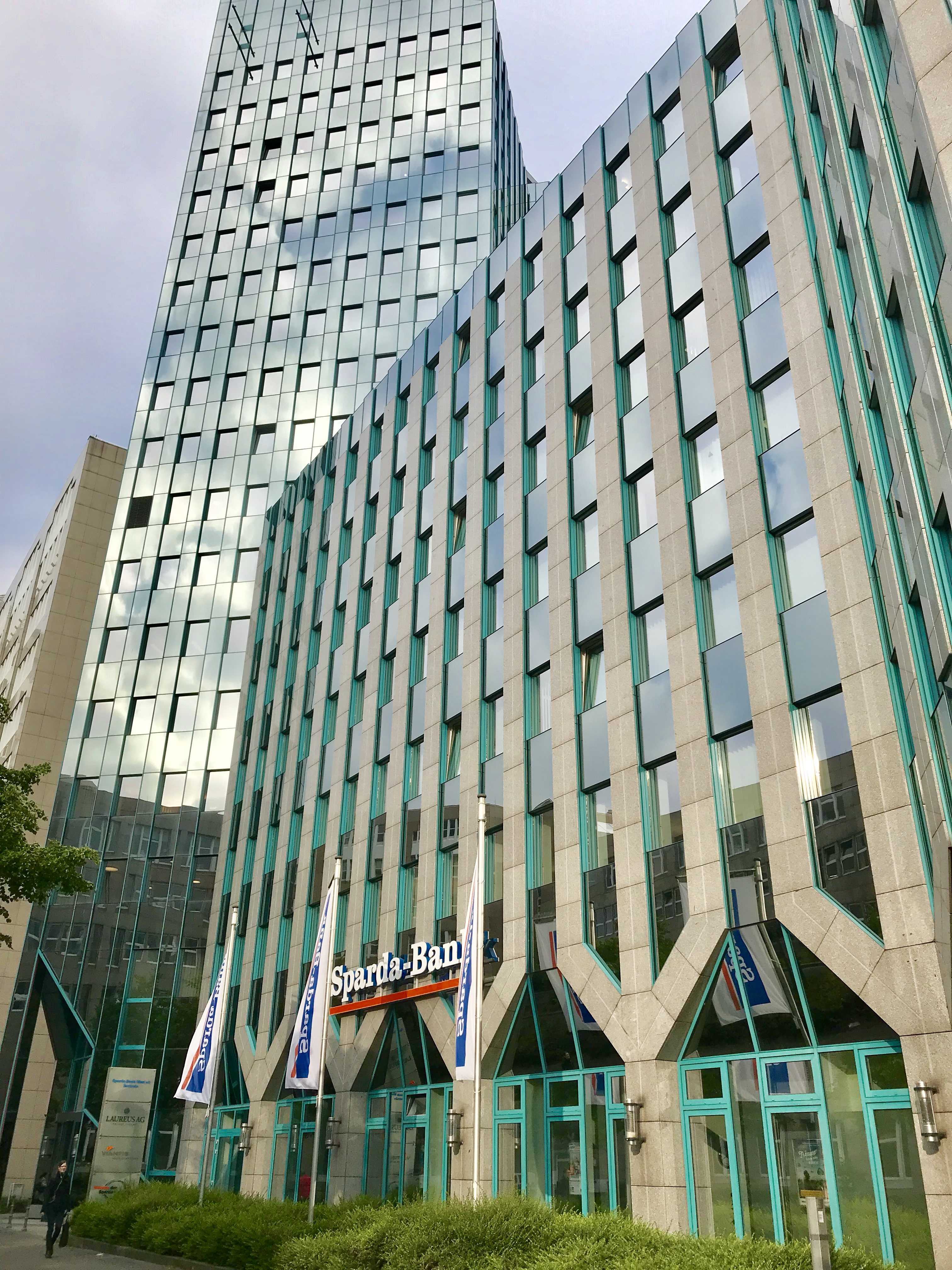
Sparda-Bank West – Zentrale

2015 gerieten deutsche Gläubiger-Banken unter Druck, nachdem Österreich unter Finanzminister Hans Jörg Schelling beschloss, der Heta Asset Resolution AG kein zusätzliches Geld mehr zur Verfügung zu stellen. Entsprechend hatte die österreichische Finanzmarktaufsichtsbehörde (FMA) als Abwicklungsbehörde die Abwicklung der Heta Asset Resolution AG eingeleitet. Bezüglich ihrer Schulden wurde ein Moratorium bis zum 31. Mai 2016 verhängt. Die Abwicklung stützte sich auf das seit 1. Januar 2015 geltende Bankensanierungs- und Abwicklungsgesetz (BaSAG), mit dem auch private Gläubiger einbezogen werden können. Betroffen von dem Zahlungsstopp waren vor allem deutsche Versicherungen und Banken. Obwohl viele deutsche Großbanken und öffentliche Versicherer betroffen waren, betraf das Schuldenmoratorium als „kleine Finanzkrise von Düsseldorf“ neben der NRW.Bank insbesondere die Düsseldorfer Hypothekenbank. Die Düsseldorfer Hypothekenbank musste aufgrund ausfallgefährdeter Anleihen der Heta vom Einlagensicherungsfonds der privaten Banken übernommen werden. Der bisherige Eigentümer Lone Star war nicht bereit, der Bank 100 Millionen Euro zur Rettung zur Verfügung zu stellen. Ende 2013 hatte die Düsselhyp Heta-Papiere im Volumen von etwa 348 Millionen Euro im Bestand. Im Jahr 2019 wurde die Düsseldorfer Hypothekenbank an die Aareal Bank verkauft, das Geschäft auf den Wiesbadener Immobilienfinanzierer übertragen und die Bank am Standort Düsseldorf wurde geschlossen. Die NRW.Bank dagegen klagte gegen den Schuldenschnitt. Die Bank war mit nachrangigen Anleihen im Volumen von 275,5 Millionen Euro bei der Heta engagiert.
Im Jahr 2017 ging die Börse Düsseldorf in der BÖAG Börsen AG mit Sitz in Hamburg und Hannover auf.
Mit prominenten Vertretern der nordrhein-westfälischen Kreditwirtschaft fand der erste Bankentag NRW in Düsseldorf 2018 statt. Im Jahr 2020 fand die Veranstaltung aufgrund der Corona-Pandemie digital statt.
Der Düsseldorfer Apotheken-Abrechnungsdienstleister AvP Deutschland meldete im Jahr 2020 Insolvenz an. Wesentliche Teile des Unternehmens wurden von der Münchener Noventi SE und von der ARZ Haan AG übernommen. Im Jahr 2021 ist das Bankhaus Lampe von Hauck & Aufhäuser übernommen worden. Seitdem firmiert die neue Bank in Düsseldorf als Hauck Aufhäuser Lampe.
 

Die Hauptverwaltung NRW der Deutschen Bundesbank beschäftigt in Düsseldorf etwa 900 Mitarbeiter. Das Kassengeschäft der Bundesbank wird seit 2017 in Bielefeld, Dortmund und Köln konzentriert. Der Standort Düsseldorf ist seitdem für Privatkunden geschlossen; die Bargeldversorgung der Rhein-Ruhr-Region ist seit Sommer 2021 in der Filiale Dortmund konzentriert. 

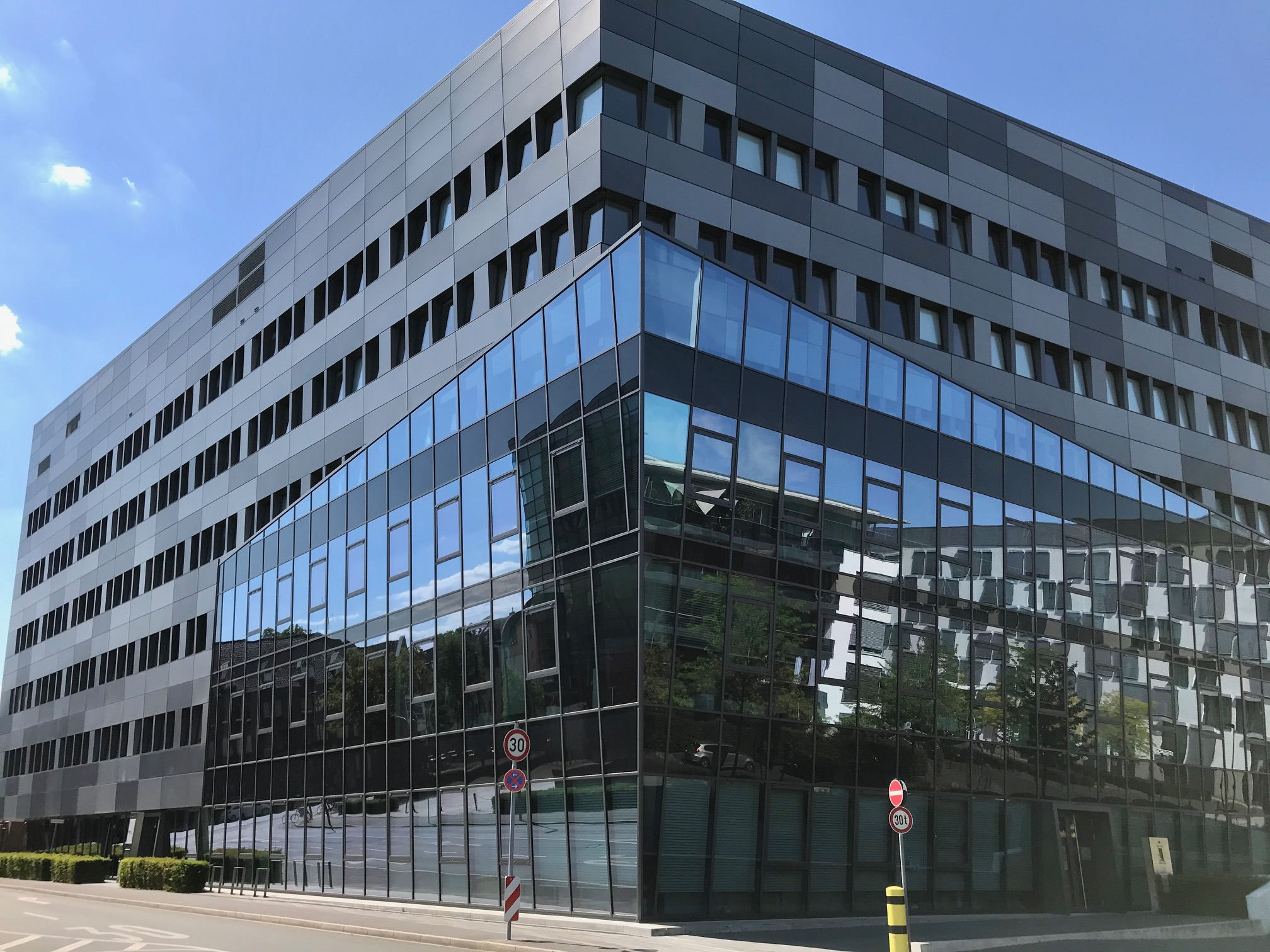
dwpbank – Standort Düsseldorf

## Kreditinstitute

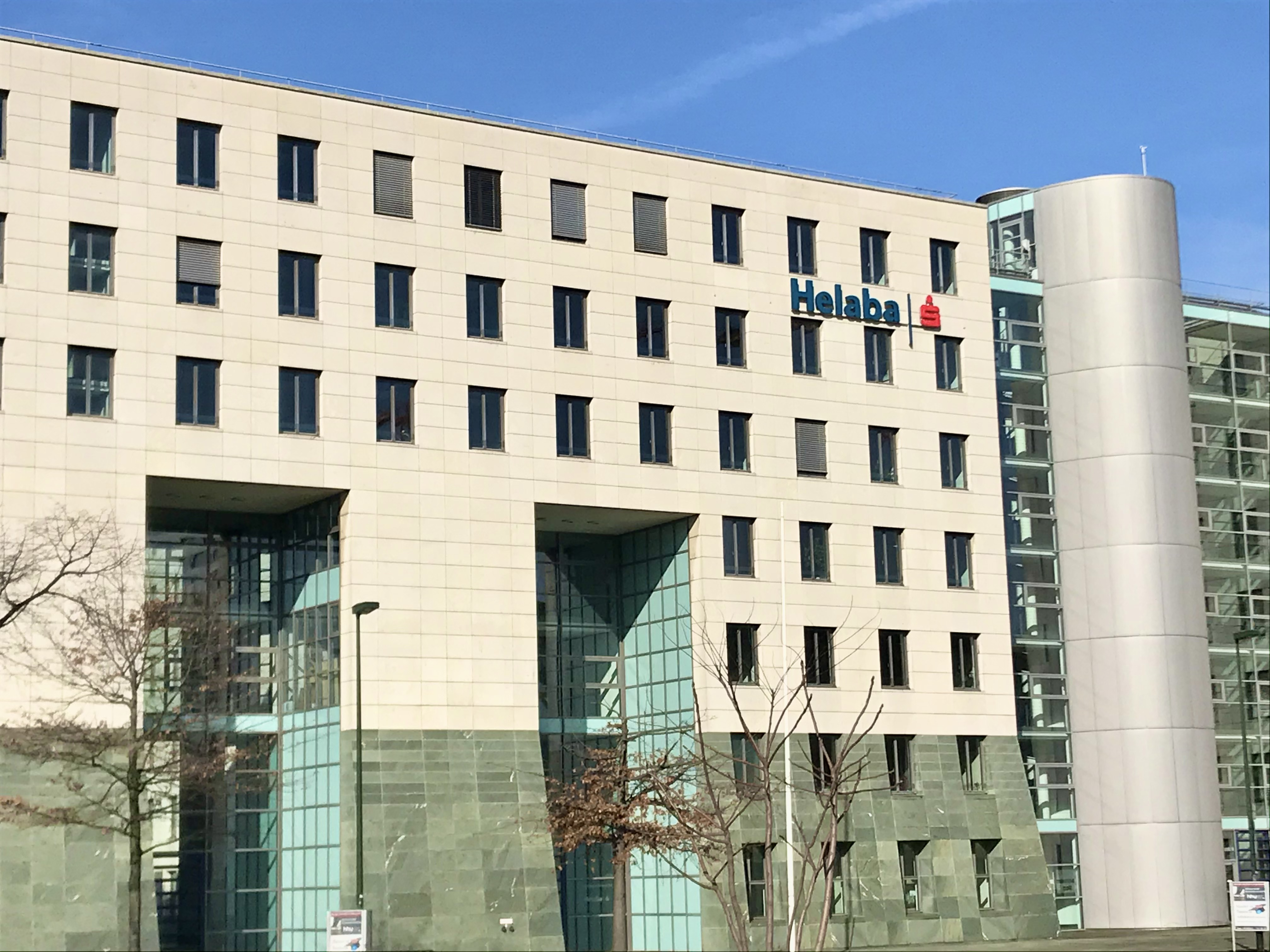
Helaba – Niederlassung Düsseldorf

Insgesamt gibt es in Düsseldorf ca. 30.000 sozialversicherungspflichtig Beschäftigte bei Finanz- und Versicherungsunternehmen, wovon die Hälfte bei den Düsseldorfer Kreditinstituten arbeitet. Auf den gesamten Finanzplatz bezogen sind es über 40.000 Personen. Im Stadtgebiet Düsseldorf gibt es 83 Kreditinstitute mit Hauptsitz oder einer Niederlassung. Mit einer Gesamt-Bilanzsumme von ca. 400 Milliarden Euro gehört die Finanzplatzregion Düsseldorf zu den größten Bankenstandorten Deutschlands. Von den weltweit 20 größten Auslandsbanken nach Bilanzsumme haben im Jahr 2021 neun Banken eine Tochtergesellschaft oder Niederlassung in Düsseldorf und der Region. Mit der deutschen Tochtergesellschaft von HSBC ist die größte europäische Bank am Finanzplatz Düsseldorf präsent. Von den 25 größten westeuropäischen Kreditinstituten sind 13 Banken mit einer Tochtergesellschaft oder Niederlassung in Düsseldorf und der Region vertreten.

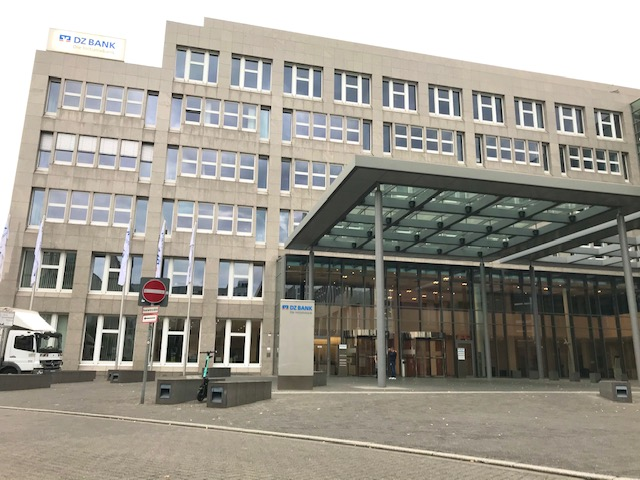
DZ Bank Hauptstandort Düsseldorf

 Die Stadt Düsseldorf verfügt über kein geschlossenes Bankenviertel wie beispielsweise in Frankfurt am Main. In den letzten Jahren verlagerten mehrere Banken Verwaltungseinheiten aus der Innenstadt in andere Stadtteile. Im engeren Sinn kann unter dem Düsseldorfer Bankenviertel der Raum zwischen Börse Düsseldorf entlang der Berliner Allee Richtung Graf-Adolf-Straße über das GAP 15 Richtung Kasernenstraße und von dort Richtung Norden zur Benrather Straße und vom Wilhelm-Marx-Haus über die Theodor-Körner-Straße Richtung Industrie- und Handelskammer verstanden werden. Größere Banken wie die NRW.BANK, DZ Bank, Sparda-Bank West und auch Versicherungen wie die ERGO, ARAG und Provinzial Versicherung werden somit nicht von dieser Fläche umfasst. Innerhalb dieses Bankenviertels befinden sich die Stammhäuser von Deutscher Bank und Commerzbank an der Königsallee sowie der Bankenverband Nordrhein-Westfalen, außerdem mehrere asiatische Auslandsbanken wie Bank of China, MUFG Bank und Mizuho Bank. Auch die Targobank hat ihren Unternehmenssitz im Bankenviertel.
Zu den größten Kreditinstituten Düsseldorfs gehören absteigend nach Bilanzsumme die NRW.BANK, Deutsche Apotheker- und Ärztebank eG (apoBank), HSBC Deutschland AG, Targobank, IKB AG, Sparda-Bank West eG, Stadtsparkasse Düsseldorf und die Kreissparkasse Düsseldorf. Mit der Stadtsparkasse Düsseldorf befindet sich nach Bilanzsumme die neuntgrößte deutsche Sparkasse in der Landeshauptstadt. In Nordrhein-Westfalen belegt die Stadtsparkasse Düsseldorf den dritten Rang hinter der Sparkasse KölnBonn und der Kreissparkasse Köln.

Die NRW.BANK als größte deutsche Landesförderbank und größtes Kreditinstitut in Nordrhein-Westfalen verfügt in Düsseldorf ab November 2019 über drei Bürostandorte mit 1.000 Mitarbeitern. Die Förderbank ist weiterhin regelmäßiger Emittent von Green Bonds. 

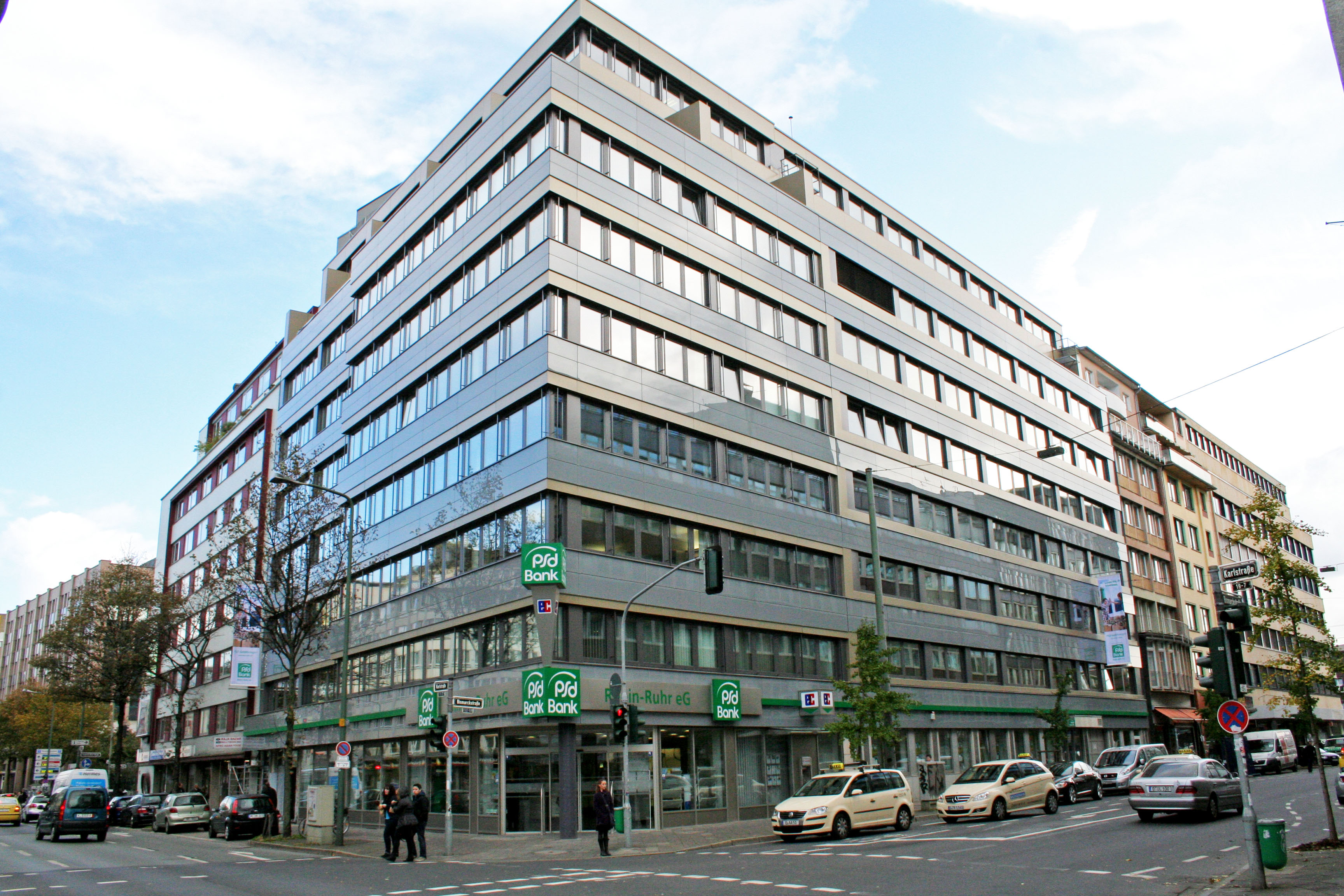
PSD Rhein-Ruhr eG – Zentrale

Nach Mitarbeiterzahl sind die größten Banken in Düsseldorf HSBC Deutschland, die seit dem Jahr 2020 auf den Standort in Düsseldorf-Oberkassel konzentriert ist (2.500 Beschäftigte), die Commerzbank AG (ca. 2.000), die Stadtsparkasse Düsseldorf (ca. 1.900), die NRW.BANK (ca. 1.000), die DZ Bank – ehemals WGZ Bank (ca. 950), die Deutsche Apotheker- und Ärztebank (ca. 900) und die IKB (ca. 650). Mit der apoBank ist in Düsseldorf nach Bilanzsumme die größte genossenschaftliche Primärbank beheimatet. Aus dem PSD-Bankenverband ist mit der PSD-Bank Rhein Ruhr eG die größte deutsche PSD-Bank in Düsseldorf ansässig. Die Düsseldorfer Sparda-Bank West ist nach Bilanzsumme die zweitgrößte in Deutschland. Verglichen mit Volks- und Raiffeisenbanken an anderen deutschen Finanzplätzen spielt die Volksbank Düsseldorf-Neuss eG eine untergeordnete Rolle.
Weitere Banken vor Ort sind unter anderem die beiden aus Österreich stammenden Kreditinstitute Oberbank AG und die Raiffeisenbank International.

### Landesbanken
Düsseldorf und das Land Nordrhein-Westfalen verfügen seit Juli 2012 über keine eigene Landesbank mehr. Die Helaba ist nach der Übernahme des Verbundbankgeschäftes mit den Sparkassen durch die WestLB AG die größte Landesbank in Düsseldorf. Nach Frankfurt/Main hat die Helaba in Düsseldorf den zweitgrößten Standort mit 450 MA (Stand 08/2012). Die WestLB-Nachfolgegesellschaft Portigon AG war dagegen nur noch mit 104 Mitarbeitern im Jahr 2018 in Düsseldorf vertreten. Mit den Beschäftigten in den Auslandsniederlassungen in New York und London kam die Portigon auf zuletzt 136 Mitarbeiter bei einer Bilanzsumme von ca. 5 Mrd. Euro. Alle großen Landesbanken sind mit einer Niederlassung vertreten. 2006 eröffnete die HSH Nordbank ihre erste Niederlassung in Düsseldorf, die inzwischen privatisiert wurde und als Hamburg Commercial Bank firmiert. 2010 folgte die BayernLB, 2012 die Nord/LB und die LBBW / BW-Bank kam 2013 hinzu.

### Privatbanken

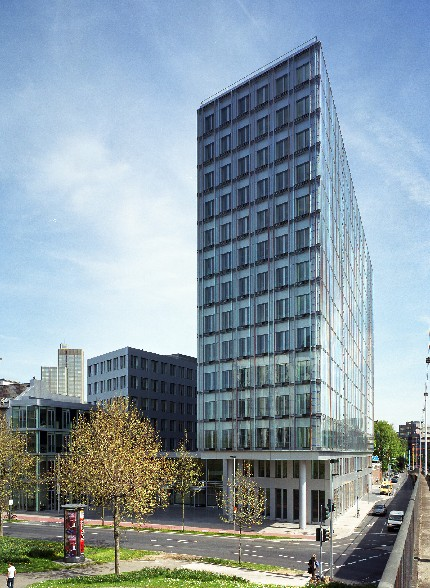
NRW.Bank – Zentrale

Der Finanzplatz Düsseldorf gehört zu den größten Private-Banking-Standorten Deutschlands. Merck Finck & Co. hat in Düsseldorf seinen zweitgrößten Standort nach München. Nach der Übernahme des Bankhaus Lampe durch Hauck & Aufhäuser unterhält die fusionierte Privatbank Hauck Aufhäuser Lampe einen der größten Standorte in Düsseldorf. Weitere Privatbanken sind unter anderem Julius Bär, Bethmann Bank, Berenberg, Quirin Bank, UBS, Frankfurter Bankgesellschaft, Alpen Privatbank, Merkur Privatbank und Oddo BHF. Letztere ist über die ODDO BHF Asset Management mit einem der führenden unabhängigen Vermögensverwalter in Europa im Investmentzentrum Düsseldorf ansässig. Zudem gehört die HSBC INKA mit über 200 Milliarden Euro Assets under Administration zu den führenden Kapitalverwaltungsgesellschaften in Deutschland.

### Transaktionsbanken
Zwei große Transaktionsbanken für Wertpapierdienstleistungen bereichern den Düsseldorfer Finanzplatz. Die im Jahr 2005 gegründete HSBC Transaction Services mit Sitz in Düsseldorf und rund 500 Mitarbeitern, wickelt in Deutschland jährlich 61 Millionen (2016) Transaktionen ab. 2020 werden weitere 40 Millionen Transaktionen hinzukommen, da die Commerzbank ihre Abwicklung an die HSBC auslagert. Die Nummer zwei der Wertpapierabwickler in Deutschland, die dwpbank (Deutsche Wertpapierservice Bank), mit jährlich rund 46 Millionen Transaktionen (2018), hat ihre zweitgrößte Niederlassung mit etwa 450 Mitarbeitern in Düsseldorf-Derendorf.

### Auslandsbanken
Der Finanzplatz Düsseldorf ist der wichtigste Standort für japanische Banken in Deutschland. Die japanischen Großbanken MUFG, Sumitomo Mitsui Banking Corporation und Mizuho Bank haben ihren Deutschlandsitz in der Landeshauptstadt. Zudem ist Chartered Investment Germany (CIG) als Tochterunternehmen der japanischen Wertpapierhandelsbank PWM Japan Securities in Düsseldorf ansässig. Weitere Auslandsbanken mit Niederlassung in Düsseldorf sind unter anderem BBVA, Bank of China, Crédit Mutuel, ICBC und Wells Fargo.

## Börse Düsseldorf

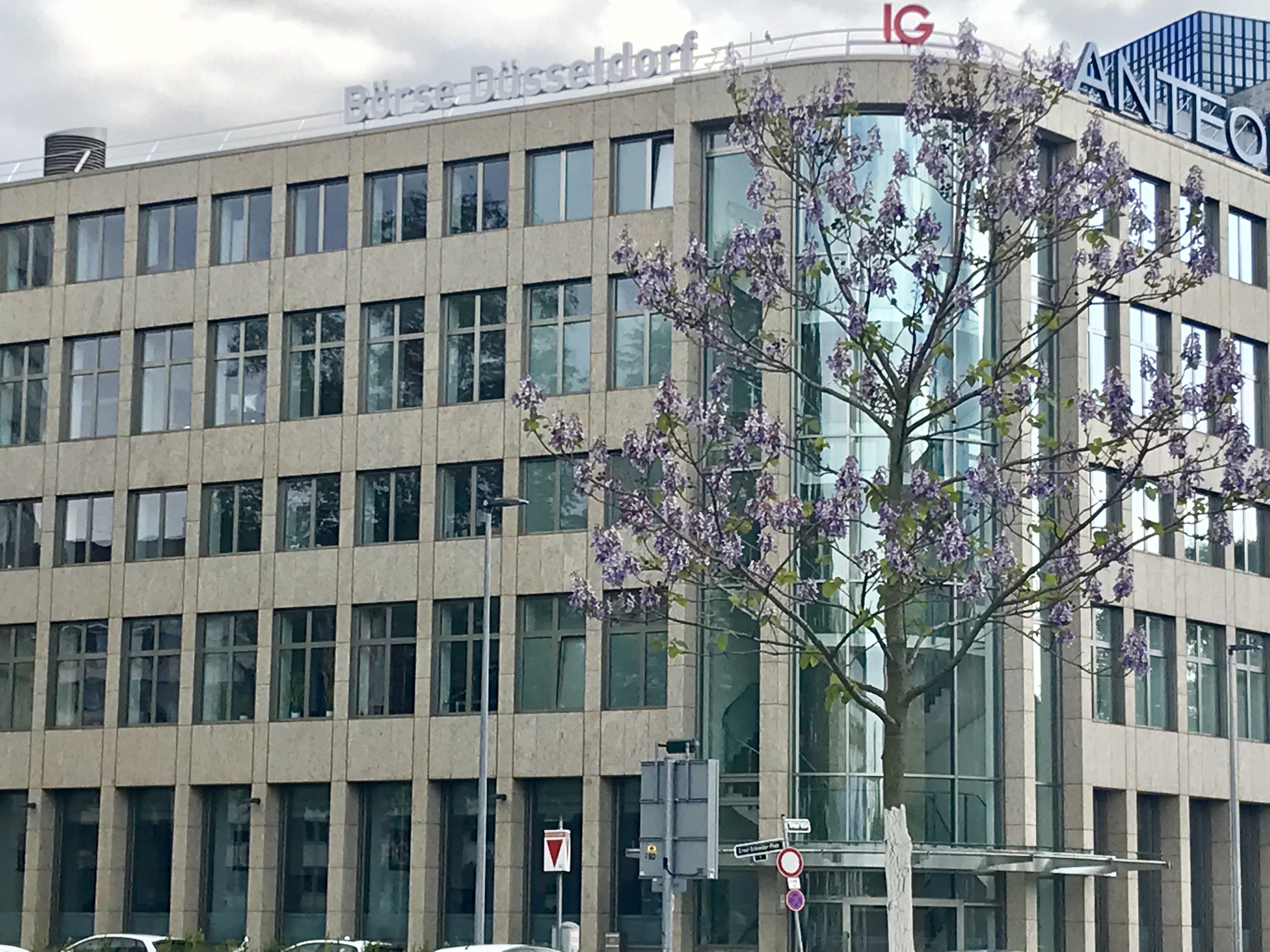
Börse Düsseldorf – Zentrale

Die Börse Düsseldorf ist einer der wichtigsten Handelsplätze für Privatanleger in Deutschland. Seit 2017 ist sie eine Zweigniederlassung der BÖAG Börsen AG mit Sitz in Hannover und Hamburg, nachdem die bisherigen Träger der Börse, wie HSBC und die Erste Abwicklungsanstalt, ausgeschieden sind. Anleger können über das elektronische Handelssystem Quotrix von 8 bis 22 Uhr ohne börsliche Kosten mit Market-Makern handeln. Das Umsatzvolumen der Börse Düsseldorf lag 2018 bei 18,3 Milliarden Euro.

## Verbände und Vereine
Mit dem Rheinischen Sparkassen- und Giroverband hat einer der größten Sparkassendachverbände seinen Sitz am Finanzplatz Düsseldorf. Die angeschlossenen 29 Sparkassen beschäftigen mehr als 25.000 Mitarbeiter und repräsentieren ein Geschäftsvolumen von rund 180 Milliarden Euro.
Der Genoverband e. V. hat einen seiner drei Verwaltungssitze in Düsseldorf. Der Genossenschaftsverband betreut 379 Kreditgenossenschaften mit einer gemeinsamen Bilanzsumme von 457 Milliarden Euro.
Der Bankenverband NRW hat seinen Sitz im Bankenviertel in der Königsallee und vertritt die gemeinsamen Interessen der im Bundesland Nordrhein-Westfalen tätigen privaten Banken. Zu ihnen gehören neben den vier Großbanken fast 30 Regional- und Spezialbanken sowie 30 Privatbankiers, Niederlassungen ausländischer Banken und Pfandbriefbanken.
Die zweitgrößte Gewerkschaft in der Bankenbranche, der Deutsche Bankangestellten-Verband (DVB), hat ihre Bundeshauptgeschäftsstelle in Düsseldorf. Der DVB ist der Verband der Mitarbeiter aller Banken und Finanzdienstleister und vertritt deren Interessen. Bundesweit gibt es sechs Regionalverbände mit 20.800 Mitgliedern.
Die Deutsche Schutzvereinigung für Wertpapierbesitz e. V. (DSW) mit ca. 30.000 Mitgliedern, ist der führende deutsche Verband für private Anleger. Neben dem Hauptsitz in Düsseldorf, gibt es zusätzlich bundesweit acht Landesverbände, die von ehrenamtlichen Landesgeschäftsführern geleitet werden. Die Schutzvereinigung ist Dachverband der ca. 7.000 deutschen Investmentclubs.
Der Verband öffentlicher Versicherer ist die gemeinsame Dachorganisation aller öffentlichen Versicherungsunternehmen Deutschlands. Er repräsentiert alle 10 öffentlichen Erstversicherungsgruppen, die gemeinsam die zweitstärkste Kraft in der deutschen Versicherungsbranche sind. Der Verband hat neben seinem Sitz in Düsseldorf, auch Büros in Berlin und Brüssel. Der Verband schafft und nutzt Synergien und arbeitet eng mit den Verbundpartnern in der Sparkassen-Finanzgruppe zusammen.
Das Institut der Wirtschaftsprüfer in Deutschland e. V. (IDW) ist im Düsseldorfer Stadtteil Derendorf angesiedelt. Für die Aus- und Weiterbildung unterhält das IDW eine Akademie. Außerdem unterhält die Abschlussprüferaufsichtsstelle (APAS) in Düsseldorf einen Standort, ebenso die Landesgeschäftsstelle der Wirtschaftsprüferkammer.

## Versicherungen

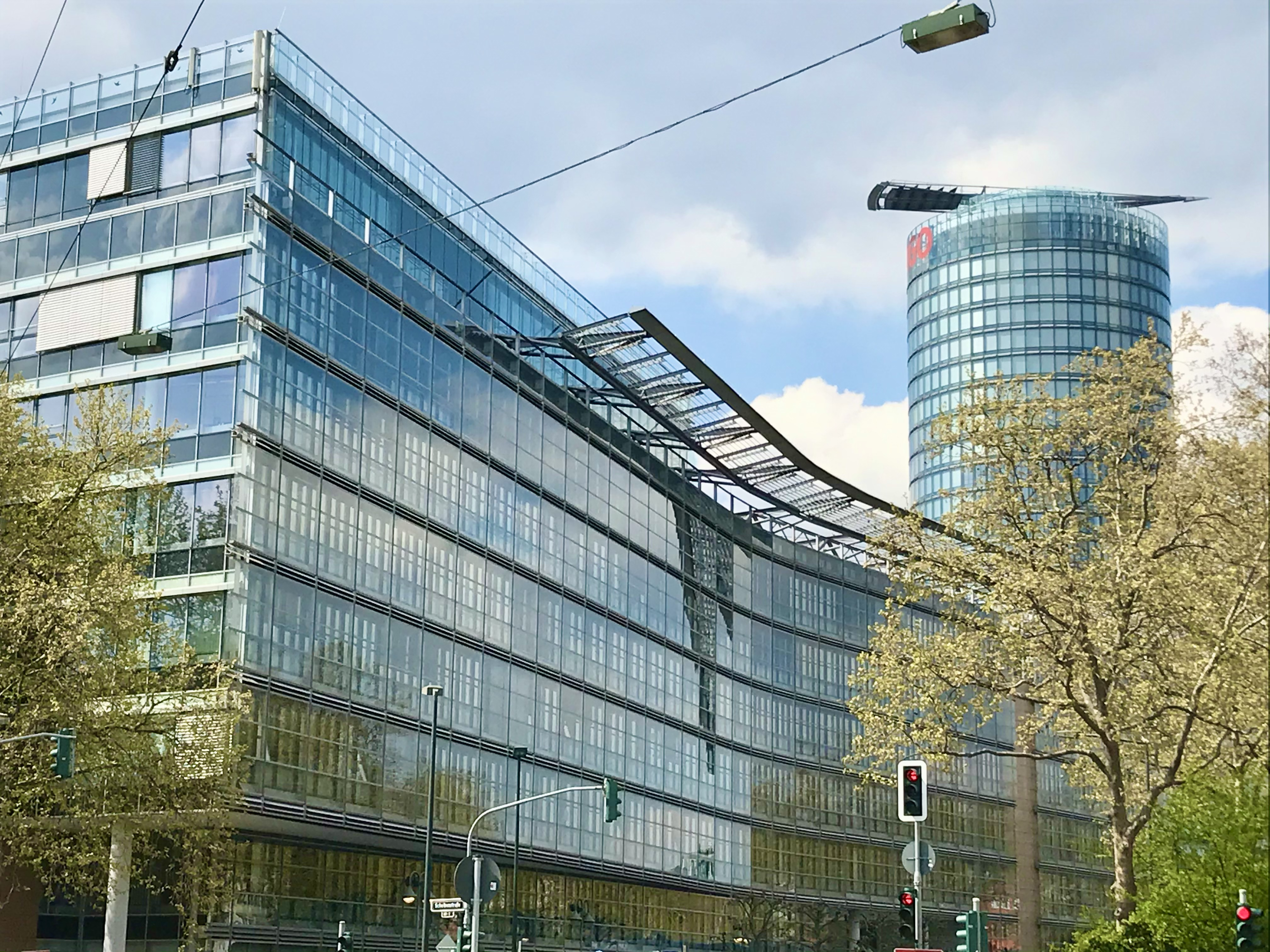
ERGO-Zentrale

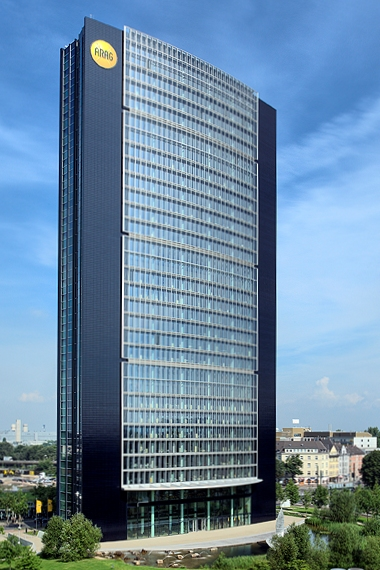
ARAG – Zentrale

Zu den größten Versicherungen in Düsseldorf gehören die ERGO-Versicherungsgruppe, die Deutsche Rück, die ÖRAG, die ARAG und die Provinzial Versicherung. Weitere Versicherer sind Interlloyd, die australische QBE und die japanischen Versicherungskonzerne Tokio Marine und Sompo. Die niederländischen Versicherungskonzerne Monuta und DELA Lebensversicherungen haben Zweigniederlassungen in Düsseldorf errichtet. Im Jahr 2021 eröffnete die schwedische Agria Tierversicherung eine Niederlassung in der Stadt. Düsseldorf gehört mit etwa 11.000 Beschäftigten zu den größten Versicherungsplätzen in Deutschland. Innerhalb der Finanzplatzregion arbeiten über 12.000 Beschäftigte bei Versicherungen. Zwischen 2018 und 2020 ist Düsseldorf der InsurTech-Standort mit den höchsten Wachstumsraten in Deutschland gewesen. 

## Leasing- und Factoring-Dienstleister
Düsseldorf ist ein bedeutender Standort für Leasing- und Factoringdienstleister. Zu den in Düsseldorf ansässigen Gesellschaften gehören unter anderem BNP Paribas Factor GmbH, LeasePlan Deutschland GmbH, DLL De Lage Landen, Bibby Financial Services GmbH, Zahnärztliche Abrechnungsgesellschaft AG, Athlon Germany GmbH, AvP Deutschland GmbH und Komatsu Financial Germany GmbH.

## FinTechs
Am Finanzplatz Düsseldorf sind etwa 20 FinTechs vertreten. Zu den größten gehören Auxmoney und Compeon. Auxmoney wurde 2007 gegründet und verbindet Kreditnehmer und Anleger über einen digitalen Marktplatz. Mit 313 Mitarbeiter wächst Auxmoney seit Jahren rasant und bezog 2020 im Düsseldorfer Bankenviertel eine neue Zentrale. 2012 wurde Compeon, ein produkt- und anbieterunabhängiger Full-Service-Dienstleister für Mittelstandsfinanzierung, gegründet und zählt 80 Mitarbeiter.
Weitere FinTechs am Finanzplatz Düsseldorf sind Kreditgenie, Ebury Deutschland, Leasingmarkt.de, vat4you, Yareto und A.IX Capital.

## Private Equity und Venture Capital

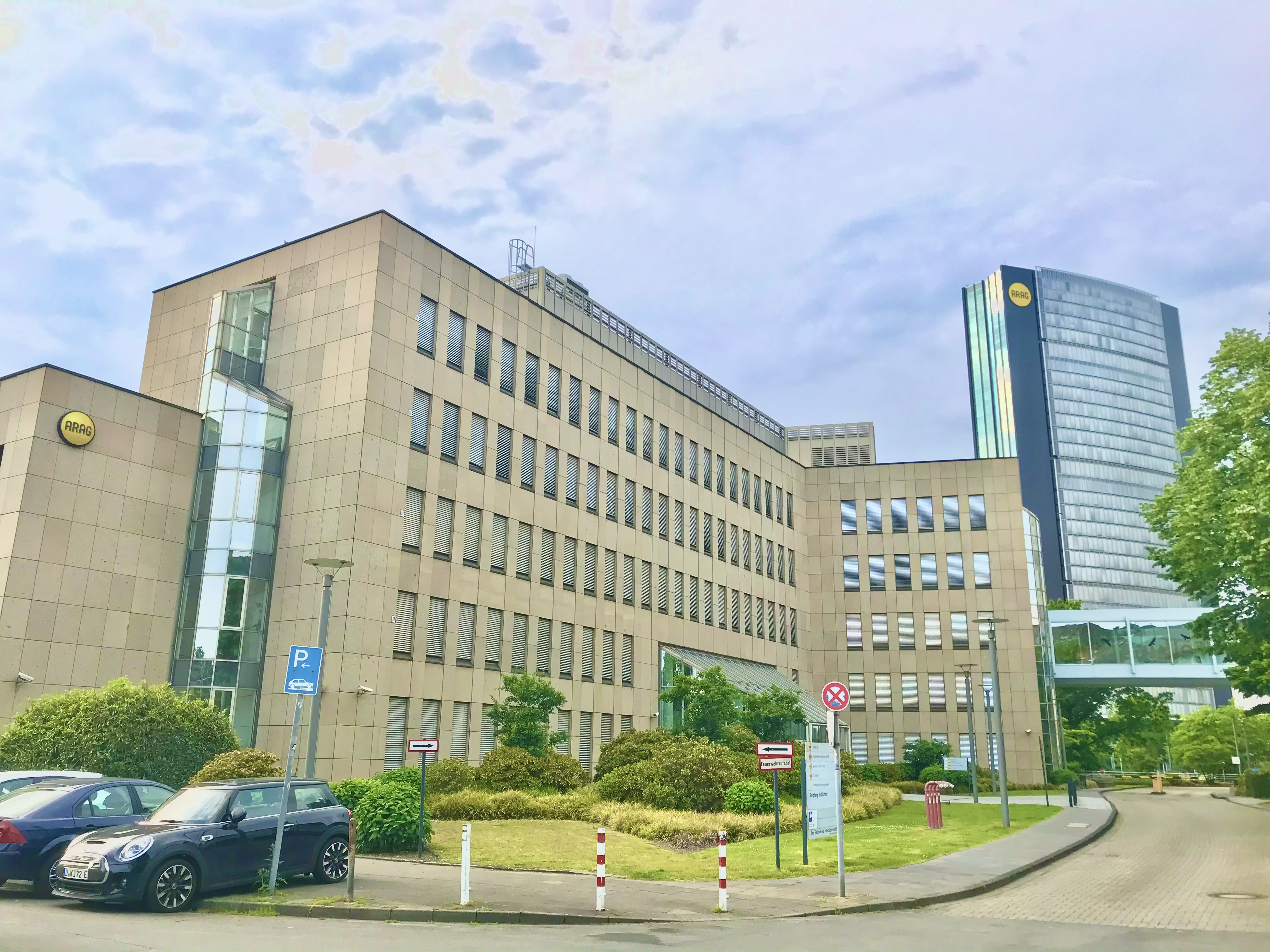
ARAG - Zentrale

Düsseldorf gehört zu den wichtigsten regionalen Finanzzentren für Private Equity in Deutschland. Der Bundesverband Deutscher Kapitalbeteiligungsgesellschaften zählt zehn Private-Equity-Firmen mit Sitz in Düsseldorf. Zu den in Düsseldorf ansässigen Venture Capital-Gesellschaften gehören zum Beispiel die Sirius Venture Partners GmbH, die EnjoyVenture Management GmbH, Avedon GmbH oder Magmatic Ventures. Der im Jahr 1999 gegründete Private Equity Forum NRW e. V. hat seinen Sitz ebenfalls in Düsseldorf und zählt rund 40 Mitglieder.

## Weitere Finanzplatzakteure
Über das Düsseldorfer Stadtgebiet hinausgehend sind am Finanzplatz weitere bedeutende Finanzdienstleister angesiedelt. Dazu zählt unter anderem der Deutschlandsitz der Santander Consumer Bank in Mönchengladbach und die GEFA Bank in Wuppertal. In Neuss sind die Rheinland Versicherung, die Bürgschaftsbank Nordrhein-Westfalen, die Bank11, die RCI Bank und der Verwaltungssitz der Volksbank Düsseldorf Neuss angesiedelt, die nicht mehr als drei Kilometer Luftlinie von der Stadtgrenze Düsseldorf entfernt sind.
Die Finanzplatzregion ist auch ein Schwerpunkt für Backoffice-Dienstleistungen der Finanzdienstleister. In Duisburg ist die Targo Dienstleistungs GmbH (Targobank) mit 2.000 Mitarbeitern, die Commerz Direktservice (Commerzbank) mit über 600 Mitarbeitern und die Consors Finanz (BNP Paribas) vertreten. Nach der Zusammenlegung der Mitarbeiter vom Standort Essen nach Duisburg, werden für die Consors Finanz bis zu 1.000 Mitarbeiter am Duisburger Central Office (DCO) arbeiten. In Essen hat die Deutsche Bank mit der DB-Direkt (1.800 MA) einen Standort. Im Sparkassensektor ist der S-Servicepartner Rheinland mit einer Niederlassung in Düsseldorf vertreten.
Außerdem umfasst der Finanzplatz Düsseldorf weitere Akteure, die der Finanz- und Versicherungsbranche weitere Dienstleistungen anbieten, die für ein Finanzplatz-Ökosystem bzw. Finanzcluster maßgeblich sind. Dazu zählen (Wirtschafts-)Kanzleien, Wirtschaftsprüfungen, Vermögensverwalter und Family Offices, Unternehmensberatungen, Immobilienunternehmen (z. B. BNP Paribas Real Estate Deutschland, Aengevelt Immobilien), Finanzpresse, sowie Verbände und Organisationen, die die Finanz- und Versicherungsbranche berufspolitisch vertreten und unterstützen (z. B. Industrie- und Handelskammer Düsseldorf, Verband öffentlicher Versicherer, Wirtschaftsförderung Düsseldorf). Mit der Creditreform-Gruppe ist in Neuss bei Düsseldorf eine bekannte deutsche und international agierende Wirtschaftsauskunftei ansässig, die außerdem in den Bereichen Rating und Forderungsmanagement tätig ist.
Von zentraler Bedeutung für einen vitalen Finanzplatz ist der Zugang zu Fachkräften. Die Sicherstellung erfolgt durch die Zusammenarbeit mit Hochschulen und Universitäten. Der Finanzplatz Düsseldorf verfügt über vielfältige Ausbildungseinrichtungen wie der Heinrich-Heine-Universität, der FOM-Hochschule, WHU Otto Beisheim School etc. In Duisburg ist zudem das european center for financial services (ecfs) als unabhängiges Forschungsinstitut an der Mercator School of Management der Universität Duisburg-Essen angesiedelt. Finanzplatzinitiativen, die unter anderem zum Standortmarketing beitragen sind in der Finanzplatzregion nicht gebündelt. Entsprechende Formate bilden beispielsweise das Bankennetzwerk der VÖB-Service GmbH, das von der FOM organisierte Düsseldorfer Bankensymposium, das Finanzforum Privatbanken der Rheinischen Post, das Forum Bundesbank der Hauptverwaltung NRW und in unregelmäßigen Abständen das European Finance Forum (EFF) mit seinem Düsseldorfer Ableger. Im Bereich Social Media dient beispielsweise die Gruppe Finanzplatz Düsseldorf Rheinland dem Austausch von Informationen über den Finanzplatz Düsseldorf und seinem Umland. 2020 hat ein Konsortium aus Banken und Wirtschaftsakteuren in Kooperation mit dem NRW-Wirtschaftsministerium in Düsseldorf die branchenübergreifende Finanzplatzinitiative Fin.Connect.NRW gegründet.
Mit der Handelsblatt-Media-Group ist eine der größten Wirtschafts- und Finanzzeitungen (u. a. Handelsblatt, Wirtschaftswoche) in Düsseldorf ansässig. Die Börsen-Zeitung ist ebenfalls mit einem Büro in Düsseldorf vertreten. Die kapital-markt intern Verlag GmbH hat ebenfalls ihren Sitz in Düsseldorf und berichtet über bank- und kapitalmarktbezogene Themen.
Seit dem Jahr 2008 ist der Anteil der Beschäftigten am Finanzplatz Düsseldorf in den sogenannten wissensintensiven Dienstleistungen (KIBS – knowledge intensive business services bzw. advanced producer services) Financial Services, Accountancy, Advertising, Law und Management Consultancy stark gestiegen. Im Bereich Wirtschaftsprüfung gehört Düsseldorf zu den Top-Standorten Deutschlands. Die Big-Four Wirtschaftsprüfungen Deloitte (ca. 2.000 Mitarbeiter), EY (ca. 900), KPMG (ca. 1000) und PwC (2.500) sind alle mit größeren Einheiten in Düsseldorf vertreten. PwC verfügt in Düsseldorf-Oberbilk über den größten deutschen Standort nach Frankfurt am Main. 600 Mitarbeiter wurden im Rahmen einer Standortverlagerung von Frankfurt nach Düsseldorf verlegt. Alle internen Services von PwC werden künftig von Düsseldorf aus gesteuert. Dazu zählen Personalmanagement, Finanzen und Kommunikation. Von Düsseldorf wird in den kommenden Jahren eine gesamteuropäische Verwaltungseinheit von PwC aufgebaut.
Außerdem verfügt mit der PwC Strategy& (Germany) GmbH ein weiteres Unternehmen der PwC-Gruppe über einen Hauptsitz in Düsseldorf. International tätige Unternehmensberatungen wie Roland Berger und Bain & Company sind mit Niederlassungen vertreten sowie McKinsey und A.T. Kearney mit ihren Deutschlandzentralen. Die Boston Consulting Group (BCG) hat hier ihren zweitgrößten Standort.
Düsseldorf ist außerdem einer der bundesweit bedeutendsten Gerichtsstandorte. Von den nach Umsatz zehn größten Wirtschaftskanzleien im Jahr 2020/2021 haben alle ein Büro am Finanzplatz Düsseldorf.